# أكي نيلسون (منافس ألعاب قوى)
أكي نيلسون (بالسويدية: Åke Nilsson)‏ هو منافس ألعاب قوى سويدي، ولد في 29 أبريل 1945 في Bollnäs ‏ في السويد.

## وصلات خارجية
- أكي نيلسون على موقع أوليمبيديا (الإنجليزية)
- أكي نيلسون على موقع اللجنة الأولمبية السويدية (السويدية)